# 블랙 헬리콥터

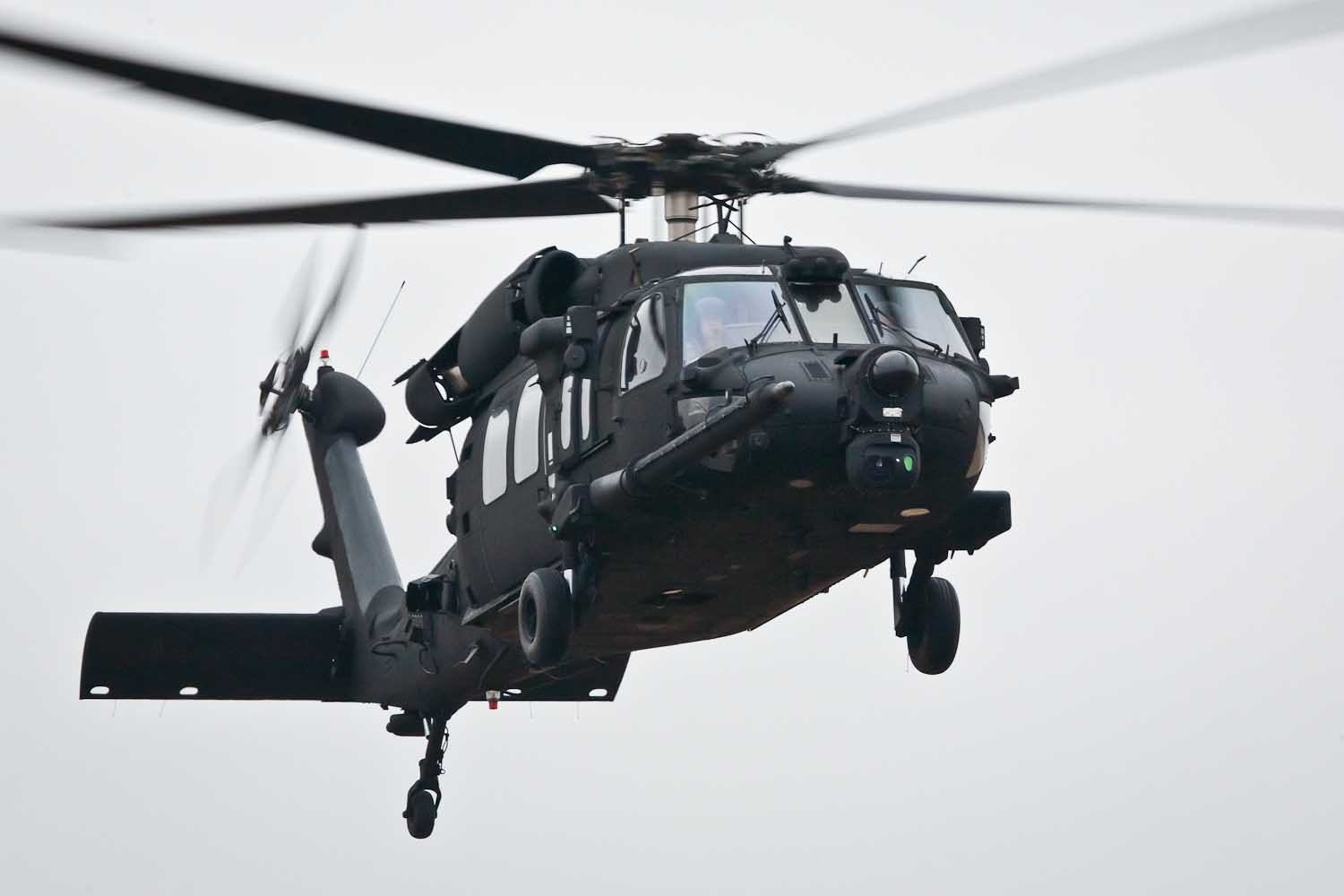
1970년대 이래로 음모론에서 정체불명의 검은 헬리콥터가 언급되어 왔다.

블랙 헬리콥터(Black helicopter)는 미국 민병대 운동에서 음모론적으로 주장되는 미국의 군사 장악의 상징이다. 블랙 헬리콥터는 UFO와도 연관되어 있는데, 특히 영국에서, 멘 인 블랙 및 유사한 음모론과도 관련이 있다.

## 개요
블랙 헬리콥터에 대한 이야기는 1970년대에 처음 등장했으며, 소 도살 보고와 연관되어 있었다.
짐 키스는 이 주제에 대해 두 권의 책을 썼는데, 《블랙 헬리콥터 오버 아메리카: 신세계 질서를 위한 타격대》(1995)와 《블랙 헬리콥터 2: 엔드 게임 전략》(1998)이다.
블랙 헬리콥터에 대한 언론의 관심은 1995년 2월에 증가했는데, 당시 초선의 공화당 소속 북부 아이다호 하원 헬렌 체노웨스 의원이 무장한 연방 요원들이 멸종위기종법을 집행하기 위해 아이다호 목장 주인들의 토지에 검은 헬리콥터를 착륙시키고 있다고 비난했다. 체노웨스는 뉴욕 타임스와의 인터뷰에서 "나는 그들을 본 적이 없다"면서도 "하지만 내 지역구의 충분히 많은 사람들이 우려하고 있어서 무시할 수 없다. 우리에게는 몇 가지 증거가 있다"고 말했다.
블랙 헬리콥터 추측은 유엔군이 미국을 침공할 수 있다는 일부 민병대 운동 지지자들의 믿음과 잘 맞아떨어진다. 존 버치 협회는 원래 이를 부추겼으며, 유엔군이 곧 블랙 헬리콥터를 타고 와 미국을 유엔의 통제하에 둘 것이라고 주장했다. 이와 유사하게 "팬텀 헬리콥터"라고 불리는 이론이 1970년대 영국에서 등장했다.

## 문서화된 사용

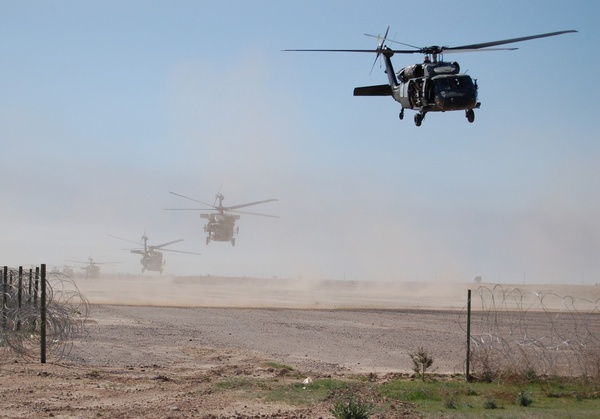
이라크 상공을 비행하는 시코르스키 UH-60 블랙 호크 헬리콥터

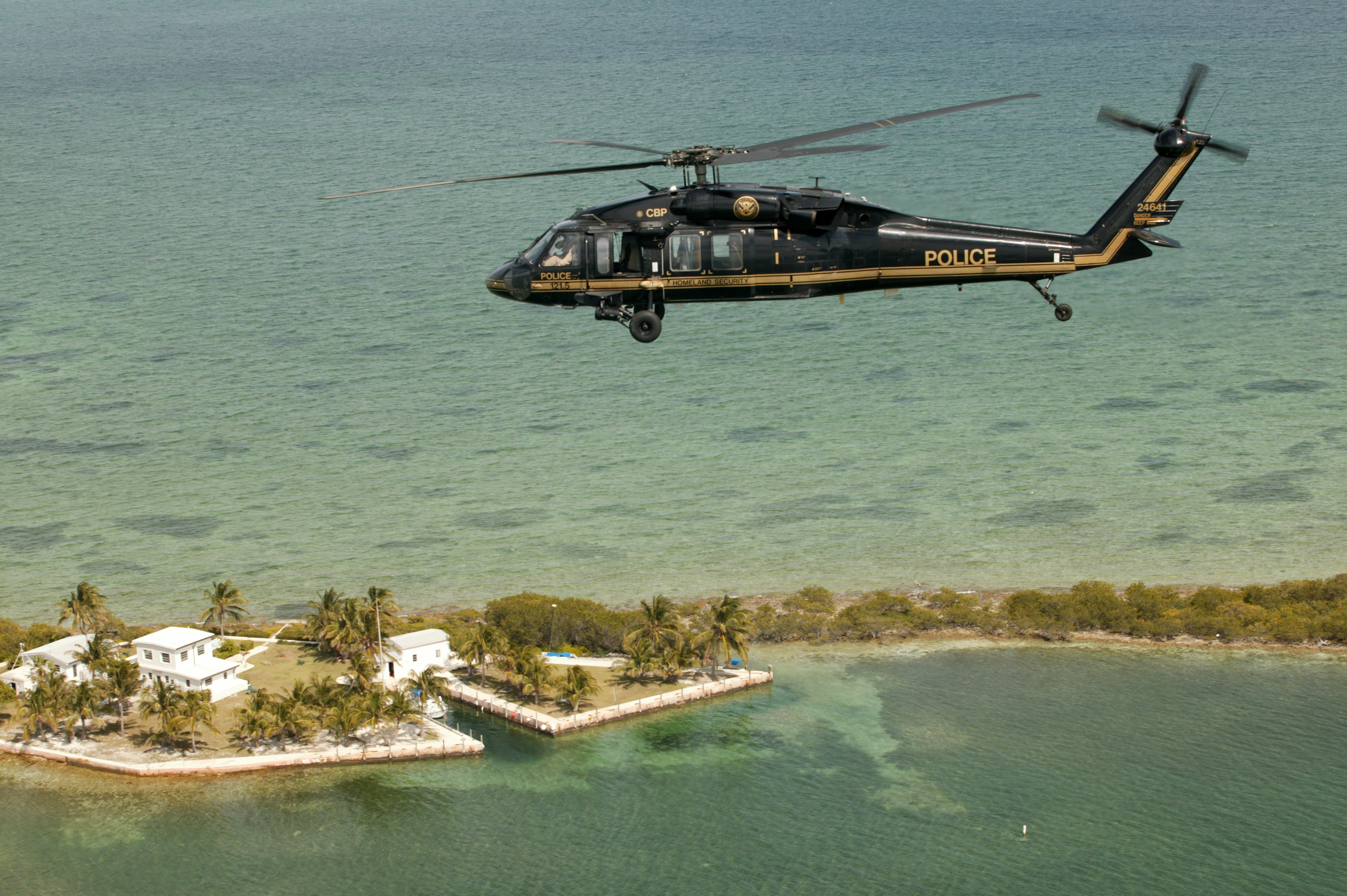
미국 관세국경보호청은 금색 표식이 있는 검은색 UH-60 헬리콥터를 사용한다.

다음 기관 및 정부 기관은 미국에서 비공개 용도로 검은색 및 미표시 헬리콥터를 운용하는 것으로 알려져 있다:
- 미국 관세국경보호청은 12대의 검정-금색 UH-60 블랙 호크 헬리콥터를 운용한다.[8]
- 미국 육군의 제160특수작전항공연대는 주로 검은색으로 도색된 헬리콥터를 사용하며, 다른 미국 군사 부대도 검은색 또는 어두운 색으로 도색된 헬리콥터를 운용하는데, 특히 시코르스키 MH-53은 전투 수색 구조를 포함한 인원의 장거리 은밀 침투 및 추출에 최적화되어 있다. 미국 육군은 미국 영공에서 정기적으로 훈련과 작전 임무를 수행한다. 이러한 훈련 중 일부는 로스앤젤레스, 뉴욕, 디트로이트, 샌프란시스코, 뉴올리언스,[9] 시카고,[10] 그리고 워싱턴 D.C.와 같은 인구 밀집 도시에서 이루어졌다. 대부분의 작전 임무는 미국 남서부와 플로리다, 푸에르토리코에서의 마약 차단에 집중된다. IR, 레이더, GPS, 야간 투시경 및 기타 기밀 수단을 광범위하게 사용하여 시야가 전혀 없는 상태에서도 등화 없이 비행할 수 있다. 이들의 빈번한 사용으로 인해 우려하는 일반 대중의 목격이 잦다.
- 1970년대 초, 에어 아메리카 (민간 상업 벤처로 위장하여 중앙정보국을 위해 비밀리에 운영되던 이전의 더미 기업 항공사)는 컬버시티에서 2대의 고도로 개조된 검은색 휴스 OH-6 카이유스 헬리콥터의 시험 비행을 수행했다.[11] 배정된 임무가 완료된 후, 한 헬리콥터는 워싱턴 D.C.의 퍼시픽 코퍼레이션 소유로 이전되었다.[11] 두 번째 헬리콥터는 현재 스노호미시 카운티 보안관 사무소에서 운용 중이다.[더 나은 출처 필요][12]
- 많은 방산 기업과 헬리콥터 제조업체도 항공기 및 부품의 공개 비행 시험을 수행하거나 훈련 또는 시연을 위해 시험장이나 다른 기업 비행장으로 항공기를 공개적으로 비행한다. 때때로 이러한 항공기는 군사 고객을 위해 제작되며 검은색 또는 어두운 색으로 도색된다.
- 많은 미국 법 집행 기관은 감시, 운송 및 순찰을 위해 검은색 헬리콥터를 사용한다. 이를 사용하는 기관 중 일부는 이민세관집행국, 미국 연방보안관, 마약단속국, 그리고 연방수사국이다.[13]

## 경멸적 용어
이 용어는 다른 음모론이나 음모론자들을 조롱하는 데에도 사용되었다:
- 2007년, 슬레이트 잡지의 2007년 NBA 베팅 스캔들에 대한 기사는 "이 스캔들 이후, 모든 경기는 의문의 대상이 될 것이고, 경기장 밖에 검은 헬리콥터를 보려는 팬들뿐만이 아닐 것이다"라고 말했다.[14]
- 2013년, 부통령 조 바이든은 모든 총기 구매자에 대한 신원 조사를 위한 백악관 캠페인 중 미국 총기 협회에 대한 연설에서 이 용어를 사용하며 "검은 헬리콥터 무리가 정말 화가 났다. 좀 무섭다, 친구"라고 말했다.[15]
- 2018년, 미국 국토안보부는 기자, 블로거 및 기타 "미디어 영향력자"의 활동을 모니터링하기 위한 데이터베이스를 제안했다. 우려에 대한 답변으로 국토안보부 대변인은 "일부 기자들이 암시할 수도 있지만, 이는 미디어의 시사 문제를 모니터링하는 표준 관행에 불과하다. 다른 어떤 주장도 은박지 모자를 쓴 검은 헬리콥터 음모론자에게나 적합하다"고 말했다.[16]
- 2020년, 플로리다 주지사 론 디샌티스는 미국 부통령 마이크 펜스와 함께 대중 앞에 나타나 코로나19 범유행 대처에 대한 비판자들을 반박하며 "우리는 성공했다. 사람들이 그것을 인정하고 싶지 않은 것 같다. 그들의 내러티브와 가정을 뒤엎기 때문이니, 그들은 부기맨을 찾아야 할 것이다 – 어쩌면 보건부 주변에 검은 헬리콥터가 선회하고 있을 수도 있다. 만약 당신이 그것을 믿는다면, 음, 브루클린에 다리를 팔아주겠다"고 말했다.[17][18]

## 대중문화에서
- 《카프리콘 원》에서 우주비행사 로버트 콜필드와 찰스 브루베이커는 화성 착륙을 조작하도록 강요당한 후 미국 정부 시설에서 탈출하며, 두 대의 검은색 OH-6 카이유스 헬리콥터의 추격을 받는다.[19]
- 《뉴욕 탈출》에서 미국은 1997년에 완벽한 경찰국가로 묘사된다. 미국 경찰국(USPF)은 현재 수용소인 맨해튼 섬의 감옥 벽을 순찰하기 위해 검은색 헬리콥터를 사용한다. USPF는 또한 헬리콥터를 사용하여 추출, 감시, 그리고 탈출을 시도하는 수감자를 죽이는 모습도 보여준다. 속편인 《LA 탈출》에서는 USPF 헬리콥터가 착륙 후 상단으로 수납되는 접이식 로터를 가진 더 미래적인 형태와 기능을 보인다.
- 《블루 썬더》에서 주인공인 경찰 헬리콥터 조종사 프랭크 머피는 독재를 확립하기 위해 도시 빈민가에서 폭동을 일으키는 음모를 발견하고, 검은 헬리콥터를 사용하여 주민들을 진압한다.
- 《출동! 에어울프》는 "더 펌"이 해외와 미국 내에서 스파이 임무를 수행하는 데 사용하는 고급 검은색 헬리콥터를 중심으로 전개된다.
- 《아메리카》는 소련이 미국을 점령한 TV 미니시리즈로, 검은 헬리콥터가 미국 주민들을 위협하고 진압하는 데 사용된다. 또한, 미국 침공은 해당 헬리콥터를 이용한 유엔 평화유지 임무를 가장하여 수행된다.
- 《엑스파일》에서는 정체불명의 검은 헬리콥터가 시즌 2와 9의 피날레 에피소드에서 담배 피는 남자와 관련하여 핵심적인 역할을 한다. 영화 《엑스파일》에서 검은 헬리콥터는 폭스 멀더와 데이나 스컬리가 외계 바이러스를 운반하는 벌을 사용하려는 음모를 발견한 후 그들을 추격한다. TV 시리즈의 사운드트랙 앨범에는 "미표시 헬리콥터"라는 제목의 곡이 수록되어 있는데, 이 개념을 중심으로 한다.
- 《킹 오브 더 힐》에서 음모론자 데일 그리블은 "컴퓨터화된 소음 제거 기능이 있는 스텔스 헬리콥터"에 대해 논한다.[20]

- 《컨스피러시》에서 주인공이자 음모론자인 제리 플레처는 빈 택시에 (요금 지불자가 이미 떠났다는 것을 깨닫지 못하고) 소리 없는 검은색 군용 헬리콥터에 대해 설명한다. 플레처는 나중에 그러한 헬리콥터에서 로프를 타고 내려오는 사람들에게 쫓긴다.
- 《사우스 파크》 시리즈 프리미어 "카트맨, 외계인의 똥침 맞다"에서 농부 빌 덴킨스는 경찰관 바브래디에게 UFO와 검은 헬리콥터가 최근 목격되었다고 말한다. 바브래디는 그의 우려를 일축하지만, 검은 헬리콥터가 그의 뒤를 날아간다. 그는 이를 비둘기가 날아가는 것으로 치부한다.
- 《데이어스 엑스》에서 주인공 JC 덴튼은 검은 헬리콥터를 주요 운송 수단으로 사용한다. 이 시리즈 자체는 검은 헬리콥터와 같은 음모론에서 강한 영감을 받았으며, 이를 자주 언급한다.
- 《더 시크릿 월드》에서 오로치 그룹 소유의 빨간색 캐노피가 있는 검은 헬리콥터가 게임의 여러 지점에서 나타나며, 특히 "블랙 헬리콥터"라는 퀘스트를 포함하는 킹스마우스 타운 지역에서 두드러진다.
- 《2007년 영화 스파이더맨 3의 비디오 게임 각색에서, J. 조나 제임슨이 검은 헬리콥터 안의 슈퍼 빌런 매드 밤버에게 납치된 후, 스파이더맨은 "그 검은 헬리콥터 음모론이 사실이었나 봐!"라고 대답한다.
- 위어드 알 얀코빅은 자신의 노래 "포일" (로드가 부른 "로얄스"의 패러디)에서 "국경을 넘어오는 검은 헬리콥터"를 언급하는데, 이 곡은 알루미늄 포일 광고로 시작하여 음모론적인 폭언으로 변질된다.
- 《그랜드 테프트 오토 IV》에서 리버티 시티 경찰국과 NOOSE(National Office of Security Enforcement)가 사용하는 어니힐레이터 헬리콥터는 시코르스키 UH-60 블랙 호크를 모델로 한 검은색 중무장 항공기이다. 이 차량은 GTA IV의 주요 공격 헬리콥터이자 그랜드 테프트 오토: 산 안드레아스의 레인댄스의 정신적 후계자로서, 이 시리즈의 국가 권력 및 감시라는 반복되는 주제를 반영한다.
- 《그랜드 테프트 오토 온라인》에서 플레이어가 검은색으로 도색된 헬리콥터를 조종하는 "페이퍼 트레일 작전" 스토리 임무 중, 국제 문제국(IAA; 그랜드 테프트 오토 세계관의 CIA 풍자판)의 ULP 요원은 경력 초기에 검은 헬리콥터를 조종했던 것을 회상한다—어떤 음모의 일부가 아니라, 실제 IAA 음모에서 음모론자들을 멀어지게 하기 위함이었다고.

## 같이 보기
- 검은 볼가
- 소 도살
- 음모론 목록
- 스텔스 헬리콥터